# Asamblea (Buenos Aires)
Asamblea es una localidad del Cuartel V del partido de Bragado, provincia de Buenos Aires, Argentina.
A diferencia de otras localidades del partido de Bragado, no se desarrolló un ejido urbano alrededor de su estación ferroviaria. Su principal fuente de recursos es la explotación agrícola. Posee un único establecimiento educativo, la centenaria Escuela N°15 de Ayohuma, la cual actúa como escuela primaria y brinda el Servicio Educativo Inicial Mínimo. El lugar tiene un único teléfono, que es semipúblico, ubicado en las inmediaciones de la escuela.

## Ubicación
Se encuentra a 22 km al sudoeste de la ciudad de Bragado, accediéndose por la Ruta Provincial 46.

## Población
Durante los censos nacionales del INDEC de 2001 y 2010 fue considerada como población rural dispersa.

## Toponimia
Su nombre homenajea a la Asamblea del Año XIII.

## Historia
Asamblea surgió en 1906 en conjunto con la habilitación de la Estación Asamblea, perteneciente al ramal Buenos Aires - Patricios de la empresa francesa Compañía General de Ferrocarriles en la Provincia de Buenos Aires.
Así como el ferrocarril dio impulso a Asamblea, también ha sido el factor determinante para su abandono. La estación pasó a pertenecer en 1948 al Ferrocarril General Manuel Belgrano (FCGMB), en 1954 al Ferrocarril Nacional Provincia de Buenos Aires, nuevamente en 1957 al FCGMB, y finalmente fue cerrada en 1977.